# Brody (zámek)
Zámek Brody se nachází na okraji stejnojmenné vesnice přibližně 2 km jihozápadně od Krásného Dvora v okrese Louny. Od roku 1964 je chráněn jako kulturní památka. Zámek stojí na hraně údolí potoka Leska v nadmořské výšce 345 metrů.

## Historie
První písemná zmínka o Brodech je z roku 1405, kdy byla vesnice součástí buškovického panství. Součástí jiných panství byly Brody až do druhé poloviny 16. století, kdy z nich Jan Fremut mladší vytvořil samostatný statek a snad založil zdejší tvrz. Ta je poprvé zmiňována až v roce 1575, kdy od něj ves koupila Voršila Hasištejnská z Lobkovic a připojila ji k Mašťovu. Ve druhé polovině 17. století byla tvrz nahrazena barokním zámkem. Konkrétní stavebník není znám, ale ve stejné době vesnici vlastnila rodina Piszingů, kteří ji roku 1731 prodali Františku Josefu Černínovi a ten ji natrvalo připojil ke Krásnému Dvoru. Zámek od té doby sloužil jako kanceláře a byty zaměstnanců černínské správy. V letech 1848 a 1918 byl zámek opravován. Po roce 1945 v zámku bydleli zaměstnanci státního statku, který však budovu neudržoval a ta postupně zpustla.

## Stavební podoba
Tvrz v Brodech pravděpodobně stála v místech dnešního zámku, ale jestli byla před přestavbou zbořena nebo zahrnuta do zámeckého zdiva není jisté. Zámek tvoří obdélná patrová budova se dvěma krátkými bočními křídly. Hlavní budova má valbovou střechu a uprostřed ní je osmiboká věžička s cibulovitou bání. Pravidelné průčelí s deseti okenními osami zdobí rizalit. Některé místnosti v přízemí jsou zaklenuté valenou klenbou a v prvním patře měly pokoje stropy ploché. Většina oken je rozbitá, poškozené jsou zdivo, střecha i konstrukce krovu. Některé stropy byly vybourány.

## Hospodářské stavby
Mezi hospodářské stavby zámku patří vodní mlýn, který stojí přibližně 100 metrů východně od zámku na potoce Leska.